# Supercopa Euroamericana
A Supercopa Euroamericana foi um torneio de futebol amistoso criado pela DirecTV, jogado em 2015 e 2016, na Argentina e nos Estados Unidos, respectivamente. Era disputado entre os vencedores da Copa Sul-Americana e da Liga Europa da UEFA. As partidas foram organizadas pela DirecTV em 2015 e pela LFP World Challenge em 2016.

## História
A competição surgiu em 2015, com organização da empresa DirecTV. O primeiro campeão foi a equipe argentina River Plate (campeão da Copa Sul-Americana de 2014), que venceu o Sevilla (campeão da Liga Europa de 2013-14), da Espanha, pelo placar de 1 a 0, com o gol de Juan Kaprof. O jogo ocorreu em 26 de março.
Em 19 de julho de 2016, em edição organizada pela LFP World Challenge, o Sevilla (campeão da Liga Europa de 2014-15), vice no ano anterior, conseguiu seu primeiro título, ao derrotar a equipe colombiana Santa Fe (campeã da Copa Sul-Americana de 2015), por 2 a 1, com gols de Yevhen Konoplyanka e Kevin Gameiro. José Moya descontou para o time da Colômbia. Cabe citar que o Sevilla também jogou como campeão da Liga Europa de 2015-16 (encerrada em 18 de maio), dado que o tira-teima ocorreu depois desta.
Em 2017, deveria ter sido jogada pela Chapecoense, equipe declarada campeã da Copa Sul-Americana de 2016, que não jogou a final continental em razão da queda do Voo LaMia 2933. O projeto foi cancelado. Caso tivesse ocorrido, o adversário da equipe brasileira seria o Manchester United, tendo como referencial a Liga Europa de 2016-17, ou o Sevilla, tendo como referência a Liga Europa de 2015-16.
Em 2023, a UEFA e CONMEBOL criaram o Desafio de Clubes, que possui as mesmas formas de classificação. Segundo a UEFA, a nova competição possui caráter amistoso, enquanto a CONMEBOL lhe entende como oficial. Neste, o represente europeu é o campeão continental do ano presente, enquanto o sul-americano, do ano anterior.

## Resultados
| Ano  | Campeão     | Placar | Vice-campeão | Estádio                      | Localização              | Púb.   |
| ---- | ----------- | ------ | ------------ | ---------------------------- | ------------------------ | ------ |
| 2015 | River Plate | 1–0    | Sevilla      | Estádio Monumental           | Buenos Aires, Argentina  | 54.000 |
| 2016 | Sevilla     | 2–1    | Santa Fe     | Wide World of Sports Complex | Bay Lake, Estados Unidos | 5.000  |